# 朱泰墱
鉅野僖顺王朱泰墱（1416年6月25日—1467年2月7日），明朝魯藩第一代鉅野王，鲁靖王朱肇煇的嫡第四子。

## 生平
永樂十四年六月初一日（1416年6月25日）生。宣德二年七月十七日（1427年8月9日），封鉅野王。
成化三年正月初三日（1467年2月7日），朱泰墱去世，享年五十二歲，諡號僖顺。兩年後，嫡長子朱陽鎣襲爵。

## 家庭

### 妻
- 蔡氏，北城兵马副指挥蔡祥之女，宣德六年（1431年）八月冊為鉅野王妃[2]，宣德十年（1435年）十一月去世[3]，生朱陽鎣。
- 李氏，东城兵马副指挥李浩之女，正統四年（1439年）三月冊為鉅野王繼妃[4]，生泗水县主等。

### 子孫
- 嫡長子：鉅野長子→鉅野恭定王朱陽鎣[1]
- 第二子：鎮國將軍朱陽鉥[5]
  - 孫：輔國將軍朱當漝[6]
    - 曾孫：朱健欞[7]
    - 曾孫：朱健𣠚[8]
    - 曾孫：朱健㯛[9]
    - 曾孫：奉國將軍朱健樇[10][11]

  - 孫：輔國將軍朱當漸
  - 孫：輔國將軍朱當潣
  - 孫女：汶上郡君
  - 孫女：觀城郡君[12]
- 第三子：鎮國將軍朱陽錙[5]
  - 孫：輔國將軍朱當㶕
    - 曾孫：奉國將軍朱健槳
      - 玄孫：鎮國中尉朱觀烚
        - 五世孫：輔國中尉朱頤垟
        - 五世孫：輔國中尉朱頤坅
        - 五世孫：輔國中尉朱頤增
        - 五世孫：輔國中尉朱頤
        - 五世孫：輔國中尉朱頤坾
        - 五世孫女：宗女，宗婿李東巖
        - 五世孫女：宗女，宗婿胡彦智
        - 五世孫女：宗女，宗婿王世禄

      - 玄孫：鎮國中尉朱觀爏
        - 五世孫：輔國中尉朱頤
        - 五世孫：輔國中尉朱頤𡌴
        - 五世孫：輔國中尉朱頤𡉐
        - 五世孫：輔國中尉朱頤坰
        - 五世孫：輔國中尉朱頤𩀆
        - 五世孫：輔國中尉朱頤垶
        - 五世孫女：宗女，宗婿李春革

      - 玄孫：鎮國中尉朱觀歘
      - 玄孫：朱觀
      - 玄孫女：汶陽鄉君，儀賓姜知敬
      - 玄孫女：重丘鄉君[13]

    - 曾孫：朱健棲[14]
    - 曾孫：朱健枝[15]

  - 孫：輔國將軍朱當漱[16]
    - 曾孫：朱健㰋[17]

  - 孫：輔國將軍朱當濖
  - 孫女：夏津郡君，儀賓楊尚文[16]
- 第四子：鎮國將軍朱陽銖[5]
  - 孫：輔國將軍朱當㴐[8]
- 第五子：鎮國將軍朱陽䤭
- 第六子：鎮國將軍朱陽鉞[18]
  - 孫：輔國將軍朱當汗[19]
  - 孫：朱當潤[20]
  - 孫：朱當濘[21]
- 第七子：鎮國將軍朱陽𨮖[18]
  - 孫：輔國將軍朱當涎
  - 孫：輔國將軍朱當濆
    - 曾孫：奉國將軍朱健橰[22]

  - 孫：輔國將軍朱當潼
  - 孫：輔國將軍朱當𤅊
  - 孫：輔國將軍朱當清[23]
- 子：鎮國將軍
  - 孫：輔國將軍
    - 曾孫：奉國將軍朱健櫍
      - 玄孫：鎮國中尉朱觀煖
      - 玄孫女：安東鄉君，儀賓蔡梅
      - 玄孫女：湖陵鄉君，儀賓□應詔
      - 玄孫女：泰岩鄉君[24]
- 嫡长女：泗水县主
- 庶长女：益都县主

## 壙志
朱泰墱葬地在今山東省鄒城市大束镇凰翥村北黃山南麓。壙志出土於1967年，現藏於孟廟泰山氣象門東側北壁。

鉅野王壙志

王諱泰墱，曾叔祖魯靖王之第四子，母妃嚴氏。永樂十四年六月初一日嫡生，宣德二年七月十七日冊封鉅野王，成化三年正月初三日以疾薨，享年五十有二。妃蔡氏，北城兵馬副指揮祥之女。繼妃李氏，東城兵馬副指揮浩之女。子七人：長子陽鎣，蔡妃出也；陽鉥、陽錙封鎮國將軍；其未封者：陽銖、陽䤭、陽鉞、陽𨮖。女七人：嫡長女封泗水縣主，余幼未封，皆李妃出也。庶长女封益都縣主。孫男二人，孫女二人。上聞訃，哀悼輟朝一日，遣官諭祭，諡曰僖順。命有司治喪葬如制。在京親王及文武官员皆致祭焉。以是年八月初九日葬于鄒縣黃山之原。嗚乎，王生長宗室，为國藩輔，貴富兼享，而以令終。夫何憾邪！爰述其概，納諸幽壙云。